# Пийп, Эльфриде Иогановна
Эльфриде Иогановна (Юханновна) Пийп (эст. Elfriede Piip; даты жизни неизвестны) — советский эстонский политический деятель, депутат Верховного совета СССР 1-го созыва.

## Биография
Уроженка города Вильянди. В 1936 году окончила Тартуский медицинский техникум и до установления в Эстонии советской власти работала медицинской сестрой.
В 1940—1941 годах — председатель исполнительного комитета Вильяндского уездного совета. 12 января 1941 года также избрана депутатом Верховного совета СССР 1-го созыва от Вильяндского городского округа. Во время Великой Отечественной войны с приближением фронта к городу была эвакуирована на восток. После освобождения Вильянди от немецко-фашистской оккупации, в 1944 году в течение короткого времени снова работала председателем исполкома.
Дальнейшая судьба неизвестна. В ряде источников упоминается также под фамилией Сакс или Сакса.
В газетах периода немецкой оккупации утверждалось о личной ответственности Эльфриды Пийп за репрессии и депортации нелояльного населения в 1940—1941 годах, расстрелы заключённых и разрушения в городе непосредственно перед вхождением немецких войск. После распада СССР данные обвинения также повторяются в ряде публикаций.